# Buse urubu
Buteogallus urubitinga
Espèce
Statut de conservation UICN

 LC  : Préoccupation mineure
Statut CITES
La Buse urubu (Buteogallus urubitinga) est une espèce d'oiseaux de la famille des Accipitridae.

## Répartition et sous-espèces
D'après la classification de référence (version 14.1, 2024) de l'Union internationale des ornithologues, la Buse urubu possède 2 sous-espèces (ordre philogénique) :
- Buteogallus urubitinga ridgwayi (Gurney, JH Sr, 1884) : du Mexique à l'ouest du Panama ;
- Buteogallus urubitinga urubitinga (Gmelin, 1788) : de l'est du Panama au nord de l'Argentine.